# 로빈 (작곡가)
로빈(Rovin, 1977년 6월 2일 서울 출생)은 대한민국의 YG엔터테인먼트 소속 작곡가 겸 프로듀서로, 본명은 전정환(全正桓)이다.